# Ricardo Terra Teixeira
Ricardo Terra Teixeira (Carlos Chagas, 20 giugno 1947) è un dirigente sportivo brasiliano, presidente della Confederação Brasileira de Futebol dal 16 gennaio 1989 al 12 marzo 2012.

## Biografia

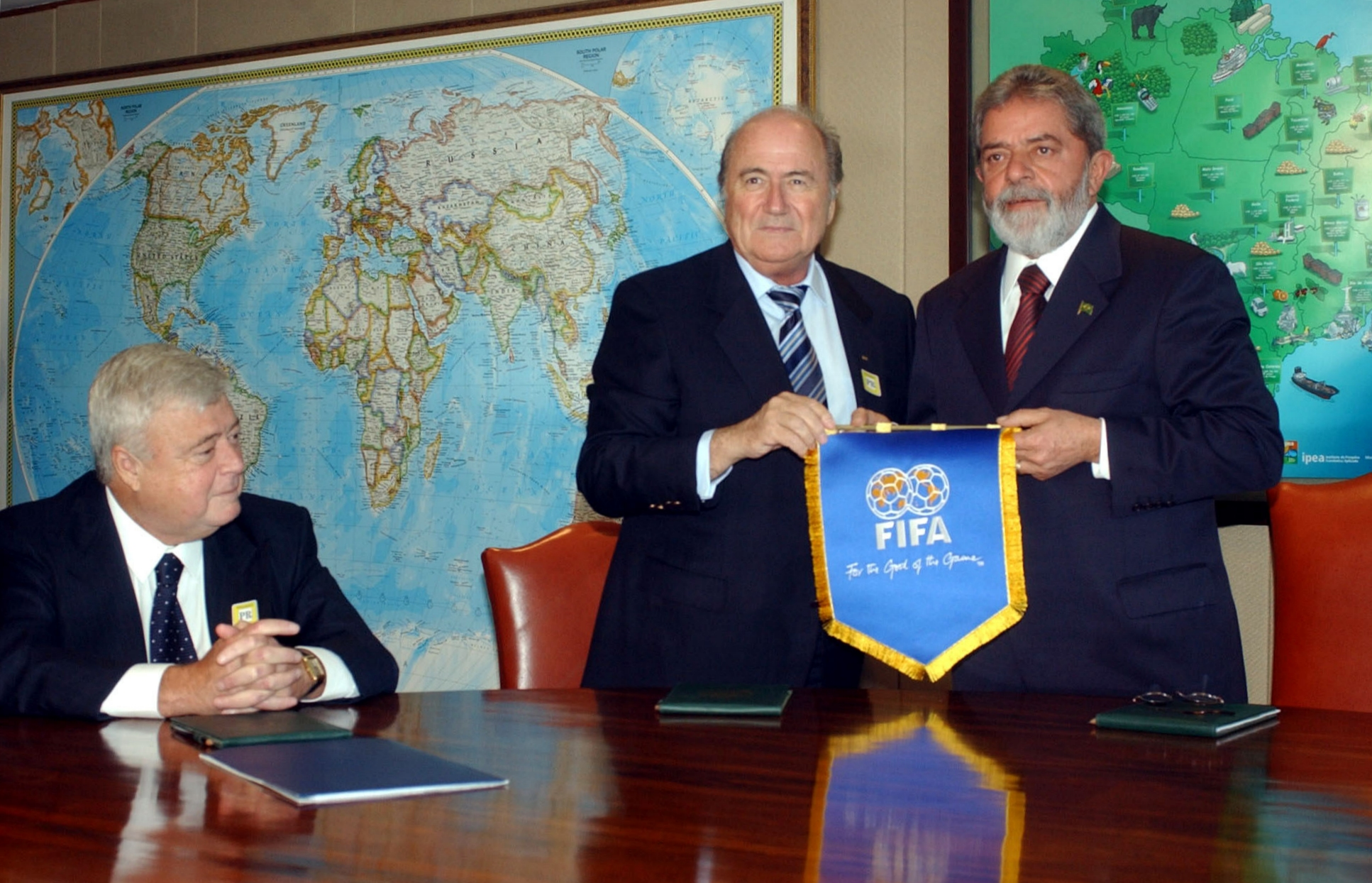
Teixeira (seduto) con il capo della FIFA Sepp Blatter (a sinistra) e l'ex presidente brasiliano Lula (a destra) il 28 settembre 2006

Nato nello Stato di Minas Gerais, è figlio di un bancario del Banco do Brasil; a quattordici anni si trasferì con la famiglia a Rio de Janeiro, ove iniziò a studiare giurisprudenza. Nel 1966 sposò Lúcia Havelange, figlia del futuro presidente della FIFA João Havelange; nel 1974 nacque il suo primo figlio, battezzato con il suo stesso nome. Con il supporto di Havelange venne eletto presidente della CBF il 16 gennaio 1989, succedendo a Octávio Pinto Guimarães e superando Nabi Abi Chedid. Lo stesso Chedid divenne poi suo vice. In qualità di presidente diede impulso alla privatizzazione della CBF, che in precedenza dipendeva dai fondi del governo brasiliano, accordandosi con vari sponsor — segnatamente, la Nike, con cui ha firmato un contratto nel 1996. Durante la sua presidenza è stato coinvolto in svariati scandali, riguardanti sovente la gestione economica della Federazione, ma non è mai stato condannato. Ha vinto cinque elezioni, rimanendo dunque a capo della Federazione durante le vittorie dei Mondiali di Stati Uniti 1994 e Corea del Sud-Giappone 2002. Nel 1997 si è separato da Lúcia Havelange e nel 2003 si è sposato con Ana Rodrigues. Il suo quinto mandato è terminato nel 2007, ma gli è stata concessa una proroga per rimanere in carica fino al termine del campionato del mondo 2014.
Lascia il 12 marzo 2012 tra i dissapori generali; viene sostituito da Marco Polo Del Nero.